# 林敏洁
林敏洁（？—），女，汉族，祖籍台湾云林，生于内蒙古，中华人民共和国政治人物。现任南京师范大学东方研究中心主任。第十四届全国政协委员。